# Minekatastrofen i Stege
|  | Denne artikel er oprettet af botten Steenthbot ud fra en ekstern database. Den kan derfor have sproglige fejl eller mangler. Denne skabelon kan fjernes efter kontrol af indholdet. |

Minekatastrofen i Stege er en dansk dokumentarisk optagelse fra 1939.

## Handling
Eksplosionsulykke i Østersøen den 31. oktober 1939. Et tysk marineskib er blevet sprængt i luften af miner, og hele besætningen med undtagelse af fem mand blev dræbt. Den lille ø Nyord ved Møn blev revet ud af sin fredelige tilværelse. Fisker Niels Hansen og hans søn Børge bjærgede de 4 nødstede marinere, efter at de var fundet af en dansk flyver. Den 5. reddede tysker nåede selv i land efter 10 timers svømning og blev hjulpet af strandfoged Ahlmann. 28 lig drev ind ved Møns kyst. De dræbte marinere blev begravet i en fællesgrav på Stege Kirkegård.